# Scott Boras
Scott Dean Boras, ameriški športni agent, * 2. november 1952.
Boras je ustanovitelj, lastnik in predsednik korporacije Boras Corporation, športne agencije, ki se nahaja v mestu Newport Beach, Kalifornija in specializira za zastopanje bejzbolistov. Boras Corporation zastopa okoli 175 poklicnih igralcev bejzbola, med njimi pa tudi precej izmed najuspešnejših. Od leta 1982 je Boras iztržil marsikatero rekordno pogodbo, veliko njegovih strank, kot so Prince Fielder, Bryce Harper, Matt Holliday, Daisuke Matsuzaka, Elvis Andrus, Stephen Strasburg, Jayson Werth in Barry Zito, pa spada med najbolje plačane igralce v športu.